# Turcoaia (gmina)
Turcoaia – gmina w Rumunii, w okręgu Tulcza. Obejmuje tylko jedną miejscowość Turcoaia. W 2011 roku liczyła 3187 mieszkańców. 